# 被毁灭的人
《被毁灭的人》是美国作家阿尔弗雷德·贝斯特出版于1953年的科幻小说，并于同年获得第一届世界科幻奖雨果奖最佳长篇小说奖。